# Xulio Ríos Paredes
Xulio Ríos Paredes (Moaña, 2 d'octubre de 1958) és un assagista gallec especialitzat en política internacional.

## Trajectòria
És Graduat Social i llicenciat en Dret per la Universitat de Santiago de Compostel·la. Ha estat director de l'Institut Gallec d'Anàlisi i Documentació Internacional des de la seva fundació l'any 1991, i del Fons Gallec de Cooperació i Solidaritat.
Participa en nombroses publicacions i revistes, tant gallegues com internacionals. Dirigeix Tempo Exterior, revista galega de análise e estudios internacionais, i és membre dels Consells Assessors de la Casa Àsia i de la Fundació Carlos Casares, membre corresponent de la Real Academia Galega i de la comissió de cultura gallega a l'exterior del Consello da Cultura Galega. També és director de l'Observatori de Política Xina i impulsor i coordinador de la Xarxa Iberoamericana de Sinologia. Ha dirigit l'Informe anual sobre política xinesa, que es publica des de 2007, i des de 2011, el Simposi electrònic internacional sobre política xinesa.

## Obra publicada

### En gallec

#### Assaig
- A conversión de Polonia, 1991, Edicións do Cumio.
- Galicia e a Sociedade das Nacións, 1992, Galaxia.
- ¿Que foi daquel soño?, 1992, Xerais.
- China, a próxima superpotencia, 1997, Laiovento.
- Hong Kong, camiño de volta, 1997, Laiovento.
- Plácido Castro, símbolo da universalidade do nacionalismo galego, 1997, Ir Indo.
- A China por dentro, 1998, Xerais.
- Lois Tobío, o diplomático que quixo e soubo exercer de galego no mundo, 2004, Ir Indo.
- Nós no Mundo. Unha política exterior para Galicia, 2010, Galaxia.
- A metamorfose do comunismo na China (2021). Faktoría. ISBN 978-84-16721-80-1.

#### Traducció
- A arte da guerra, de Sun Tzu, 2013, Teófilo Edicións.

### En castellà

#### Assaig
- China: ¿superpotencia del siglo XXI?, 1997, Icaria.
- La política exterior de China, la diplomacia de una potencia emergente, 2005, Bellaterra.
- Taiwán, el problema de China, 2005, La Catarata.
- Mercado y control político en China, 2007, La Catarata.
- China de la A a la Z: diccionario general de expresiones chinas, 2008, Editorial Popular.
- China en 88 preguntas, 2010, La Catarata.
- China pide paso, 2012, Icaria.
- China Moderna. Una inmersión rápida. 2016. Tibidabo.